# Biathlon na Zimowych Igrzyskach Olimpijskich 2018 – sztafeta mieszana
Biathlonowa sztafeta mieszana na Zimowych Igrzyskach Olimpijskich 2018 odbyła się 20 lutego w Alpensia Biathlon Centre w Daegwallyeong-myeon. W sztafecie na pierwszych dwóch zmianach biegły kobiety, które musiały pokonać 6 kilometrów. Następnie na trasę wyruszyły dwie zmiany męskie, które musiały pokonać 7,5 kilometra.
Mistrzostwo olimpijskie wywalczyła sztafeta Francji w składzie Marie Dorin Habert, Anaïs Bescond, Simon Desthieux, Martin Fourcade. Srebro przypadło Norwegii, która reprezentowali Marte Olsbu, Tiril Eckhoff, Johannes Thingnes Bø, Emil Hegle Svendsen. Brąz wywalczyli Lisa Vittozzi, Dorothea Wierer, Lukas Hofer, Dominik Windisch z Włoch.
Polska sztafeta Magdalena Gwizdoń, Kamila Żuk, Andrzej Nędza-Kubiniec, Grzegorz Guzik była 16.

## Terminarz
| Data      | Konkurencja | Godzina rozpoczęcia | Godzina rozpoczęcia |
| Data      | Konkurencja | UTC+09:00           | CET                 |
| --------- | ----------- | ------------------- | ------------------- |
| 20 lutego | Finał       | 20:15               | 12:15               |

## Wyniki
| Poz. | Nr | Reprezentacja                | Zawodnicy                                                                    | Strzelanie      | Strzelanie      | Czas zawodnika                  | Strzelanie drużyny | Czas drużyny | Strata  |
| Poz. | Nr | Reprezentacja                | Zawodnicy                                                                    | 1               | 2               | Czas zawodnika                  | Strzelanie drużyny | Czas drużyny | Strata  |
| ---- | -- | ---------------------------- | ---------------------------------------------------------------------------- | --------------- | --------------- | ------------------------------- | ------------------ | ------------ | ------- |
| 01 ! | 7  | Francja                      | Marie Dorin Habert Anaïs Bescond Simon Desthieux Martin Fourcade             | 0+0 0+1 0+0     | 0+0 0+3 0+0     | 15:51,1 16:46,4 17:58,4         | 0+4                | 1:08:34,3    | –       |
| 02 ! | 1  | Norwegia                     | Marte Olsbu Tiril Eckhoff Johannes Thingnes Bø Emil Hegle Svendsen           | 0+2 0+0 0+1     | 0+1 1+3 0+1 0+2 | 16:16,9 16:55,1 17:24,4 18:18,8 | 1+11               | 1:08:55,2    | +20,9   |
| 03 ! | 2  | Włochy                       | Lisa Vittozzi Dorothea Wierer Lukas Hofer Dominik Windisch                   | 0+0 0+1         | 0+0 0+3 0+1 0+2 | 15:44,1 16:34,4 18:17,4 18:25,3 | 0+6                | 1:09:01,2    | +26,9   |
| 4.   | 3  | Niemcy                       | Vanessa Hinz Laura Dahlmeier Erik Lesser Arnd Peiffer                        | 0+0 0+2         | 0+0 0+1 1+3     | 15:46,3 16:02,3 18:14,7 18:58,2 | 1+7                | 1:09:01,5    | +27,2   |
| 5.   | 11 | Białoruś                     | Nadieżda Skardino Darja Domraczewa Siarhiej Baczarnikau Uładzimir Czapielin  | 0+0 0+1         | 0+0 0+1 0+0     | 16:10,7 16:10,5 18:29,8 18:38,8 | 0+3                | 1:09:29,8    | +55,5   |
| 6.   | 8  | Finlandia                    | Laura Toivanen Kaisa Mäkäräinen Tero Seppälä Olli Hiidensalo                 | 0+0 0+1 0+0     | 0+1 0+0 0+1 0+0 | 16:46,6 16:01,2 18:30,6 18:19,8 | 0+3                | 1:09:38,2    | +1:03,9 |
| 7.   | 10 | Ukraina                      | Iryna Warwyneć Julija Dżima Dmytro Pidruczny Artem Pryma                     | 0+1 0+0         | 0+0 0+1         | 16:18,6 16:29,6 18:22,9 18:35,3 | 0+5                | 1:09:46,4    | +1:12,1 |
| 8.   | 13 | Czechy                       | Veronika Vítková Markéta Davidová Ondřej Moravec Michal Krčmář               | 0+2 0+3 0+0     | 0+1 0+0 0+1     | 16:07,4 16:54,6 18:24,4 18:47,2 | 0+8                | 1:10:13,6    | +1:39,3 |
| 9.   | 6  | Olimpijscy sportowcy z Rosji | Uljana Kajszewa Tatjana Akimowa Anton Babikow Matwiej Jelisiejew             | 0+2 0+0 0+1 0+3 | 0+1             | 16:20,9 16:41,9 18:16,9 19:29,4 | 0+10               | 1:10:49,1    | +2:14,8 |
| 10.  | 18 | Austria                      | Lisa Hauser Katharina Innerhofer Simon Eder Julian Eberhard                  | 0+1 0+2 0+1 0+2 | 0+3 0+0 0+2     | 16:53,8 17:09,9 18:11,5 18:41,1 | 0+14               | 1:10:56,3    | +2:22,0 |
| 11.  | 5  | Szwecja                      | Mona Brorsson Hanna Öberg Jesper Nelin Fredrik Lindström                     | 0+0 0+2 0+0     | 2+3 0+1         | 17:37,5 16:23,7 18:29,5 18:36,8 | 2+8                | 1:11:07,5    | +2:33,2 |
| 12.  | 15 | Kanada                       | Rosanna Crawford Julia Ransom Brendan Green Christian Gow                    | 0+1 0+0 0+1 0+0 | 0+1 0+2         | 16:18,8 17:14,5 18:57,9 18:39,8 | 0+9                | 1:11:11,0    | +2:36,7 |
| 13.  | 9  | Szwajcaria                   | Elisa Gasparin Lena Häcki Benjamin Weger Serafin Wiestner                    | 0+1 1+3 0+1     | 0+3 0+2 0+0 0+2 | 16:48,1 17:21,8 18:02,7 19:18,8 | 1+13               | 1:11:31,4    | +2:57,1 |
| 14.  | 12 | Słowenia                     | Urška Poje Anja Eržen Klemen Bauer Jakov Fak                                 | 0+0             | 0+2 1+3 0+0 0+2 | 16:55,3 17:59,5 18:05,0 18:55,8 | 1+7                | 1:11:55,6    | +3:21,3 |
| 15.  | 19 | Stany Zjednoczone            | Susan Dunklee Joanne Reid Tim Burke Lowell Bailey                            | 0+2 0+0 0+1     | 0+0 3+3 0+3 0+0 | 16:07,9 18:50,7 18:29,1 18:37,7 | 3+9                | 1:12:05,4    | +3:31,1 |
| 16.  | 14 | Polska                       | Magdalena Gwizdoń Kamila Żuk Andrzej Nędza-Kubiniec Grzegorz Guzik           | 0+1 0+0 0+3     | 0+0 0+2 0+1     | 16:10,0 16:38,8 19:39,3 19:49,8 | 0+8                | 1:12:17,9    | +3:43,6 |
| 17.  | 16 | Bułgaria                     | Emilija Jordanowa Daniela Kadewa Krasimir Anew Władimir Iliew                | 0+1 0+2 0+1 0+3 | 0+0 0+1 0+3 0+0 | 16:49,9 17:46,0 18:56,2 18:59,6 | 0+11               | 1:12:31,7    | +3:57,4 |
| 18.  | 20 | Kazachstan                   | Galina Wiszniewska Alina Rajkowa Roman Jeremin Maksim Braun                  | 0+0 3+3 0+1     | 0+1 0+0 0+1     | 16:09,1 17:39,5 20:12,0 20:13,1 | 3+7                | 1:14:13,7    | +5:39,4 |
| 19.  | 17 | Litwa                        | Natalija Kočergina Diana Rasimovičiūtė-Brice Tomas Kaukėnas Vytautas Strolia | 0+2             | 1+3 0+0         | 18:16,3 LAP                     | 1+7                | LAP          |         |
| 20.  | 4  | Słowacja                     | Paulína Fialková Anastasija Kuźmina Matej Kazár Martin Otčenáš               | 4+3 0+3         | 1+3 0+1         | 21:33,9 LAP                     | 5+10               | LAP          |         |